# Anoplophora longehirsuta
Anoplophora longehirsuta là một loài bọ cánh cứng trong họ Cerambycidae.